# Бохара, Гьян Бахадур
Гьян Бахадур Бохара (англ. Gyan Bahadur Bohara; род. 29 мая 1969) — непальский легкоатлет, выступавший в беге на средние и длинные дистанции. Участник летних Олимпийских игр 2000 года.

## Биография
Гьян Бахадур Бохара родился 29 мая 1969 года.
В 1998 году участвовал в летних Азиатских играх в Бангкоке. В беге на 1500 метров занял 11-е место (3 минуты 50,80 секунды), в беге на 5000 метров — 10-е (14.57,98).
В 2000 году вошёл в состав сборной Непала на летних Олимпийских играх в Сиднее. В беге на 5000 метров занял в полуфинале 17-е место, показав результат 14.34,15 и уступив 1 минуту 4,03 секунды попавшему в финал с 6-го места Мохамеду Сулейману из Катара.

## Личный рекорд
- Бег на 5000 метров — 14.34,15 (27 сентября 2000, Сидней)